# Hans Schultz
Hans Schultz (født 26. august 1920 i København, død 10. januar 2010 i Gentofte) var en dansk modstandsmand og erhvervsmand.
Han var søn af Sven Schultz (medstifter af ingeniørfirmaet Højgaard & Schultz) og Karen Marie født Bertelsen. Han blev student i 1939 og begyndte læretid som landvæsenselev på Falster. Efter værnepligt og militæruddannelse gik han under Besættelsen ind i modstandsbevægelsen, underviste i våbenbrug og distribuerede illegale blade (Døgnets Nyt). Hans base var Gardehusarkasernen.
Hans Schultz blev cand.agro. i 1948 og overtog som 29-årig Nordisk Tegnemaskine Industri A/S som administrerende direktør. Under hans lederskab blev virksomheden markedsledende inden for inventar til tegnestuer. I takt med 1980'ernes EDB-udvikling blev virksomheden omdannet til en IT-virksomhed under navnet NTI CADcenter A/S, der nu er landets største i sin branche som leverandør af CAD-systemer til industri-, ingeniør- og arkitektvirksomheder.
Hans Schultz forblev adm. direktør i 40 år, hvorefter hans fætter og ledende medarbejder Peter Kalko tog over. Schultz udtrådte af bestyrelsen i 2001 og solgte tre år senere virksomheden til Kalkos søn Jesper Kalko.
Han var gift med Agnete Schultz og ejede landejendommen Hindebjerggård i Dragstrup, hvor han drev en skov på 20 tønder land.
Han er begravet på Vestre Kirkegård.